# (38360) 1999 RM154
1999 RM154 (asteroide 38360) é um asteroide da cintura principal. Possui uma excentricidade de 0.15466230 e uma inclinação de 2.06236º.
Este asteroide foi descoberto no dia 9 de setembro de 1999 por LINEAR em Socorro.